# Eucyclops farsicus
Eucyclops farsicus – gatunek widłonoga z rodziny Cyclopidae, nazwa naukowa gatunku została po raz pierwszy opublikowana w 1941 roku przez szwedzkiego zoologa Knuta Lindberga.